# Васильев, Пётр Павлович (врач)
Пётр Павлович Васильев (1867, Самара — 1930, Саратов) — русский и советский врач, герой Труда.

## Биография
Родился в 1867 году в Самаре. Учился в Самарском духовном училище и Самарской гимназии. В 1886 году был принят на медицинский факультет Казанского университета, который окончил с отличием, получив в 1891 году квалификацию хирурга. Стал работать сверхштатным ординатором в Самарской губернской хирургической больнице, был земским врачом в селе Дьяковке и в мае 1893 года приехал в Новоузенск, где земское собрание поручило ему кураторство над реализацией проекта строительства новой больницы. В 1897 году Васильев стал заведующим больницей.
П. П. Васильев неоднократно участвовал в Пироговских съездах. Стажировался за границей у Роберта Коха и Рудольфа Вирхова. Он писал: «Жизнь требует, чтобы я был хирург, терапевт, глазник, гинеколог, и я постигал по своей силе и обстоятельствам эти специальности».
Во время Гражданской войны власть в Новоузенске неоднократно менялась и всегда Васильев не делал различия в лечении красноармейцев и белогвардейцев, оказывал помощь также тем, кто находился в тюрьме. В 1921 году он активно участвовал в борьбе с голодом и эпидемией сыпного тифа; был избран членом Саратовского хирургического общества.
В связи с 35-летием его врачебной деятельности в 1926 году Президиум уездного исполкома ходатайствовал о присвоении П. П. Васильеву звания «Герой Труда», которого он был удостоен 24 декабря 1927 года — одним из первых в стране.
По сведениям его внука, Алексея Сергеевича, умер в Саратове, заразившись тифом, в 1930 году.
На здании больницы 2 декабря 2015 года была открыта мемориальная доска П. П. Васильеву.